# ジョスリン糖尿病センター
ジョスリン糖尿病センター（ジョスリンとうにょうびょうセンター、英Joslin Diabetes Center）は、世界最大の糖尿病の研究所。
ハーバード・メディカルスクールの関連医療機関。ボストンのロングウッド・メディカル・アカデミックエリアに位置する。

## 関連
- ハーバード大学
- ハーバード・メディカルスクール
- マサチューセッツ総合病院
- ボストン小児病院